# چنگیزخان (مستند)
چنگیزخان (انگلیسی: Genghis Khan) نام فیلم مستندی به کارگردانی ادوارد بازالگت است که در سال ۲۰۰۵ میلادی توسط بی‌بی‌سی ساخته شده است و به زندگی چنگیزخان می‌پردازد.